# He Chao (calciatore)
He Chao (何超S, Hé ChāoP; Liaoyang, 19 aprile 1995) è un calciatore cinese, centrocampista del Guangzhou E..

## Carriera

### Club
Ha giocato nella prima divisione cinese.

### Nazionale
Ha esordito in nazionale nel 2017.

## Palmarès

### Club

#### Competizioni nazionali
- Campionato cinese: 1

Wuhan Three Towers: 2022